# Jimena de la Frontera
Jimena de la Frontera – gmina w Hiszpanii, w prowincji Kadyks, w Andaluzji, o powierzchni 345,66 km². W 2011 roku gmina liczyła 10 480 mieszkańców.